# Libnotes kraussiana
Libnotes kraussiana är en tvåvingeart som först beskrevs av Alexander 1972.  Libnotes kraussiana ingår i släktet Libnotes och familjen småharkrankar.
Artens utbredningsområde är Fiji. Inga underarter finns listade i Catalogue of Life.